# Lorraine Collett
Lorraine Collett Petersen (9 de diciembre de 1892-30 de marzo de 1983) fue una modelo estadounidense contratada para promocionar una marca corporativa como "Sun-Maid Girl".
Lorraine Collett era hija de George Dexter Collett y Martha Elizabeth Falkenstein en Kansas City, Misuri. En 1915, Collett iba al instituto y trabajaba a tiempo parcial como sembradora y empaquetadora para la Griffin & Skelley Fruit Packing Company de Fresno, California, por 15 dólares a la semana. Ese mes de mayo fue vista por Leroy Payne, uno de los ejecutivos de la cooperativa de pasas, mientras se secaba el pelo castaño rizado y llevaba el gorro rojo de su madre en el patio trasero de la casa de su familia. Fue contratada para promocionar la California Associated Raisin Co. repartiendo muestras gratuitas en la Panama-Pacific Exposition y participando en una inusual promoción en la que dejaba caer pasas desde un avión que sobrevolaba San Francisco.
Más tarde, la empresa encargó un retrato en acuarela de Collett a la artista de San Francisco Fanny Scafford para utilizarlo como base de la mascota corporativa "Sun Maid", ideada por el ejecutivo publicitario E.A. Berg. Su imagen fue registrada y empezó a aparecer en los envases de pasas en 1916. El uso de la imagen de Collett tuvo tanto éxito en la promoción de sus productos que en 1920 la empresa adoptó como nuevo nombre "Sun-Maid Raisin Growers' Association". Con el apoyo de una agresiva campaña de marketing a lo largo de los años 20, Sun-Maid consiguió triplicar el consumo estadounidense de pasas a finales de la década. Una versión revisada de su imagen siguió apareciendo en todos los envases de Sun-Maid hasta 1960. En 1974, el presidente de Sun-Maid entregó a Collett una placa conmemorativa en una ceremonia en la que entregó a la empresa el retrato original de Scafford y el gorro rojo a cambio de 1.700 dólares. Los ejecutivos de Sun-Maid donaron el bonete de Collett al Instituto Smithsoniano en 1987 con motivo del 75 aniversario de la empresa.
Después de trabajar como modelo para Sun-Maid, Collett se trasladó a Hollywood para intentar convertirse en actriz. Consiguió un pequeño papel en The Trail of the Lonesome Pine antes de regresar a Fresno. Allí regentó un restaurante durante dos años y más tarde convirtió un antiguo hospital en una residencia de ancianos. Collett murió el 30 de marzo de 1983.

## Lectura adicional
- Hill, Daniel Delis (2002). Advertising to the American Woman, 1900–1999. Ohio University Press. ISBN 0814208908.
- Group, Gale; Jorgensen, Janice (1993). Encyclopedia of Consumer Brands: Consumable Products. St. James Press. ISBN 1558623361. (requiere registro).